# جيم لويس (لاعب كرة قدم)
جيم لويس (بالإنجليزية: Jim Lewis)‏ (21 يونيو 1909 - 7 أكتوبر 1980) هو لاعب كرة قدم بريطاني (وحمل سابقاً جنسية المملكة المتحدة لبريطانيا العظمى وأيرلندا) في مركز الظهير. لعب مع نادي واتفورد.